# کلود نیکلسون
کلود نیکلسون (انگلیسی: Claude Nicholson؛ ۲ ژوئیه ۱۸۹۸ – ۲۶ ژوئن ۱۹۴۳) فرد نظامی اهل بریتانیا بود. وی همچنین برندهٔ جوایزی همچون نشان حمام شده‌است.